# Елизабет Дејвид
Елизабет Дејвид (рођена као Елизабет Гвин, 26. децембар 1913 – 22. маја 1992) била је британска куварица. Средином 20. века снажно је утицала на ревитализацију енглеске кухиње у својој родној земљи и шире чланцима и књигама о европским кухињама и традиционалним британским јелима.
Елизабет, рођена у породици више класе, побунила се против друштвених норми. Тридесетих година 20. века студирала је уметност у Паризу, постала глумица и побегла са ожењеним човеком с којим је стигла до Италије. Стигли су до Грчке, где су били заробљени од немачке инвазије 1941. године, али су побегли у Египат, где су се разишли. Потом је радила за британску владу, водећи библиотеку у Каиру. Убрзо су се она и њен супруг растали и потом развели.
Године 1946. Дејвидова се вратила у Енглеску, где је на снази остао закон за један оброк хране дневно наметнут током Другог светског рата. Разорена контрастом између лоше хране која се послужује у Британији и једноставне, одличне хране на коју је навикла у Француској, Грчкој и Египту, почела је да пише чланке из часописа о медитеранском кувању. Привукли су повољну пажњу, а 1950. у 36. години издала је Књигу медитеранске хране. Њени рецепти захтевали су састојке попут патлиџана, босиљка, смокава, белог лука, маслиновог уља и шафрана, који су у то време били једва доступни у Британији. Следиле су књиге о француској, италијанској и, касније, енглеској кухињи. До 1960-их Елизабет је имала велики утицај на британско кување. Била је дубоко непријатељски расположена према било чему другоразредном и претерано израженом кувању и лажним заменицама класичних јела и састојака. Године 1965. отворила је продавницу која продаје кухињску опрему, која је наставила да тргује под њеним именом након што ју је напустила 1973. године.
Њена репутација почива на чланцима и књигама, који су непрестано преписивани. Између 1950. и 1984. године објавила је осам књига; након смрти њен књижевни извршилац је завршио још четири књиге. Њен утицај на британско кување проширио се и на професионалне и на домаће куваре, а кувари каснијих генерација попут Теренса Конрана, Симона Хопкинсона, Пру Лит, Џејмија Оливера, Тома Паркера и Рика Стајна, препознали су њен значај. У САД, кувари и списатељи, укључујући Џулију Чајлд, Ричарда Олнеја и Алис Ватерс, писали су такође о њеном утицају.

## Живот и каријера

### Детињство и младост
Дејвидова је рођена као Елизабет Гвин, друго од четворо деце Руперта Саквила Гвина и његове супруге, Хон Стеле Гвин. Породице оба родитеља имале су велико богатство. Преко две породице Дејвидова је била енглеског, шкотског и велшког или ирског порекла, а преко претка с очеве стране, такође имала и холандског порекла. Она и њене сестре одрасле су у дворцу у Сасексу, дворцу из седамнаестог века. Њен отац, упркос слабом срцу, инсистирао је да настави захтевну политичку каријеру, постајући конзервативни посланик за Истбурн. Прекомеран рад, у комбинацији с његовим бурним рекреативним забавама, углавном тркама и јахањем, донео је његову смрт 1924. године у 51. години.
Удовица Стела Гвин била је послушна мајка, али њени односи са ћеркама били су више удаљени него љубазни. Елизабет и њене сестре Присила, Дијана и Фелисита послане су у интернатске школе. Након што је била ученица у припремној школи, Елизабет је послата у приватну школу за даме, коју је напустила у доби од шеснаест година. Девојке су одрасле не знајући ништа о кувању, што је у тадашњим домаћинствима било искључива "мешавина" породичне куварице и њеног кухињског особља.
Као тинејџерка, Дејвидова је уживала у сликању, а њена мајка је мислила да се њен таленат вреди развијати. Године 1930. послата је у Париз, где је приватно студирала сликарство и уписала се у Сорбони на курс француске цивилизације који је покривао историју, књижевност и архитектуру. Открила је да су јој студије у Сорбони напорне и на много начина неинспиративне, али оставили су је с љубављу према француској књижевности и течним језиком који је остао уз њу целог живота. Живела је код паришке породице, чија се фанатична посвећеност ужицима стола представљала комично у делу French Provincial Cooking (Француско провинцијално кување). Ипак је признала да је то искуство било најдрагоценији део њеног времена у Паризу: „Схватила сам на који је начин породица испунила свој задатак да подстакну француску културу у бар један од њихових британских оптужби... Оно што је запело био је укус за неку врсту хране, у идеалном случају за разлику од свега што сам икад раније познавала. " Њена мајка није била жељна раног повратка своје ћерке у Енглеску након квалификације за сорбонску диплому, па ју је послала из Париза у Минхен 1931. на учење немачког језика.

### Глума
Након повратка у Енглеску 1932. године, Дејвидова је с ентузијазмом пролазила кроз друштвене ритуале за младе жене виших класа. Угледни млади Енглези које је упознала нису јој се обраћали. Њена биографкиња Лиса Шанеј коментарише да би с њеним „нежно смркнутим изгледом и њеном срамежљивошћу заштићеном хладном и бодљикавим језиком“ представљала застрашујућу перспективу за младе мушкарце више класе које је сусрела. Елизабет је одлучила да није довољно добра као сликарка и да је на мајчино незадовољство постала глумица. Придружила се трупи J. B. Fagan's company на Оксфорду 1933. године. Њени колеге извођачи укључују Џоан Хиксон.
После Оксфорда, она се следеће године преселила у позориште на отвореном у Парк Регента, Лондон. Изнајмила је собе у великој кући у близини парка, дала себи поклон за 21. рођендан на опремању кухиње и научила кувати. Поклон њене мајке „The Gentle Art of Cookery“ Хилде Лејел била је њена прва књига о кувању. Касније је написала: "Питам се да ли бих икад научила кувати да нисам добила рутину од госпође Битон да учим, уместо романтичне госпође Лејел са својим прилично дивљим, маштовитим рецептима." 
У Парку Регент, Елизабет је постигла мали професионални напредак. Међу њеним колегама у глумачкој трупи био је глумац који је старији девет година, Чарлс Гибон. Његово непоштовање социјалних конвенција снажно јој се допало. Његов брак није их зауставио па су започели су аферу која је надмашила њену сценску каријеру. Чејн коментарише, "Гибон је био крајњи аутсајдер. Био је радничка класа, лево крило, Јеврејин, глумац, џепарош, који је једно време живео у пећинама у Хејстингсу. Мајка га је звала пацифистички црв. Он је био сексуално присутан и спавао је са свиме што се кретало. " Њена мајка није одобравала и покушала је да заустави аферу. Договорила је да њена ћерка проведе неколико недеља одмарајући се са породицом и пријатељима на Малти у првој половини 1936. године и у Египту касније исте године, али у својој биографији из 1999. године Артемис Купер коментарише да њено дуго одсуство није успело да је одузме од њеног односа са Гибоном. Током боравка на Малти, Дејвидова је могла да проведе време учећи од куварице, своје домаћице Анђеле, која је радо предала стручност. Иако је могла да направи сјајне вечере када је то било потребно, најважнија лекција коју је учила била је да ради из дана у дан, са свим расположивим састојцима, показујући јој како да од старе птице или жилавог комада меса направи добро јело.

### Француска, Грчка, Египат и Индија
Након повратка у Лондон почетком 1937. године, Дејвидова је признала да неће бити успешна на позорници и напустила је мисли о позоришној каријери. Касније те године запослила се као млађа асистентиња у модној кући, где су елегантне младе жене из више класе биле тражене као хостесе. Открила је да је послуга у малопродајном послу неугодна и да је поднела оставку почетком 1938. године. Током наредних неколико месеци проводила је време одмарајући се на југу Француске и на Корзици, где ју је подвела природа људи с којима је боравила и једноставна изврсност њихове хране. Након повратка у Лондон и разочарана животом тамо, придружила се Гибону купујући мали чамац са мотором - са намером да отплови у Грчку. Прешли су Канал у јулу 1939. године и чамцем су се упутили кроз каналски систем Француске до обале Средоземног мора.
Избијање Другог светског рата у септембру 1939. зауставио је њихов напредак. Након што су се накратко зауставили у Марсеју, упловили су у Антиб, где су остали више од шест месеци јер нису успели да добију дозволу за одлазак. Тамо је Елизабет упознала и остала под великим утицајем старијег писца Нормана Дагласа о коме је касније опширно писала. Он је надахнуо њену љубав према Медитерану, подстакао је интересовање за добру храну и научио је да тражи најбоље: "инсистирајте на томе и одбаците све што је било лажно и другоразредно ". Купер га описује као њеног најважнијег ментора.
Пар је коначно напустио Антиб у мају 1940. године, упловили су на Корзику и потом ка Сицилији. Они су стигли до Месинског теснаца када је Италија ушла у рат 10. јуна. Они су осумњичени за шпијунирање и интернирани су. После 19 дана у притвору у разним деловима Италије, дозвољено им је да пређу границу у Југославију, која је у том тренутку остала неутрална. Изгубили су готово све што су имали - чамац, новац, рукописе, свеске и њену збирку рецепата. Уз помоћ британског конзула у Загребу, прешли су у Грчку, а у Атину су стигли јула 1940. године. У то време Елизабет више није била заљубљена у свог партнера, већ је остала с њим из нужде. Гибон је на острву Сирос пронашао посао подучавања енглеског, где је Дејвид научила кувати свеже састојке који су доступни локално. Када су Немци напали Грчку у априлу 1941, пар је успео да оде на цивилни конвој у Египат.
Способна да одлично говори француски и добар немачки језик, она је обезбедила посао у поморском шифарској канцеларији у Каиру. Брзо је спашена из привременог избегличког смештаја, пошто је упознала старог пријатеља Енглеза који је имао „апсурдно грандиозан“ стан у граду и позвао је да чува кућу за њега. Она и Гибон су кренули својим засебним путевима и она се уселила у велики стан. Ангажовала је кувара, Кирикаоу, грчку избеглицу, чије га ексцентричности нису спречиле да производи величанствену храну: „Укус те чорбе од хоботнице, богат вински тамни сос а мирис планинског биља био је нешто што се није лако заборавило. "Године 1942. ухватила је инфекцију која је захватила њена стопала. Провела је неколико недеља у болници и осећала се обавезном да се одрекне посла у шифарској канцеларији. Потом се преселила у Каиро, где је од ње затражено да постави и води референтну библиотеку за британско Министарство информација. Библиотека је била отворена за све и ангажовала је доста новинара и писаца. У свом малом стану у граду запослила је Сулејмана, суданског кувара. Писала је:
Сулејман је учинио мала чуда са две пећи Примус и пећницом која је била нешто више од лимене кутије. Његови суфлеи нису никада били мање успешни. ... Три или четири године живела сам углавном на прилично грубим, али веома ароматизованим шареним јелима од поврћа, сочивом са млеком или свежег парадајза, укусним зачињеним пилавима, јагњећим пљескавицама на жару, салатом са хладним јогуртовим преливом са аромом менте, египатским фелахо јело од црног грашка са маслиновим уљем и лимуном и тврдо кувана јаја - те ствари нису биле само привлачне, већ и јефтине. 
Купер коментарише ово раздобље њеног живота: "Њене слике тада приказују квинтесенцијалну библиотекарку, обучену у тамни кардиган преко беле кошуље са прималним оковратником запетљеним до врата: али ноћу, била је другачије створење: пила у бару Хедјаки, јела у локалу "P'tit Coin de France", плесала на крову Континентала, а затим се упутила у ноћни клуб Мадам Бади. " За време проведеног у Каиру, она је имала низ љубавних афера. Уживала је у њима због онога што јесу, али само се једном заљубила. То је било са младим официром Питером Лангом, али веза је престала када је тешко рањен и вратио се у родну Канаду. Неколико других њених младића се заљубило у њу; један од њих је био потпуковник Ентони Дејвид (1911—1967). До тад са тридесет година, одмеравала је предности и недостатке остајања у браку до тренутка када се идеални муж може појавити, и са знатном забринутошћу коначно је прихватила просидбу Тонија Дејвида.
Пар се венчао у Каиру 30. августа 1944. године. За годину дана Ентони Дејвид је послат у Индију. Његова супруга пратила га је тамо у јануару 1946. године, али живети као супруга британског официра је заморан и досадан и храна опште "фрустрирајућа". Касније у животу је више ценила кухињу и написала о неколико индијских јела и рецепата у својим чланцима и књигама. У јуну 1946. патила је од јаког синуситиса и лекари су јој рекли да ће се стање наставити ако остане у летњој врућини Делхија. Уместо тога, саветовали су је да се врати у Енглеску. Она је то урадила; Купер примећује, „Била је удаљена из Енглеске шест година, а за то време она и Енглеска су се промениле до непрепознавања.“ 

### Пост-ратна Енглеска
Вративши се након година медитеранске топлоте и приступа богатству свежих састојака, она је затекла своју родну земљу у послератном периоду сиву и застрашујућу, док су оброци хране још увек били на снази. Наишла је на ужасну храну: "Постојала је супа од брашна и воде зачињена искључиво бибером; хлеб и рижото од зрневља; сушени лук и шаргарепа; проја. Не морам даље да набрајам." У Лондону је срела Џорџа Леслеја, бившег љубавника из њених дана Каира, а њихова афера се поново распламсала. Пар је отишао у Рос-он-Вије у новембру 1946. али су били смештени у граду због временских неприлика. Изненађена лошом храном коју је хотел пружао, Џорџ ју је охрабрио да стави своје мисли на папир.
Једва да сам знала шта радим ... Села сам и почела разрађивати мучну жудњу за Сунцем и бесна и револтирана против те ужасне веселе, безобзирне хране описујући медитеранског и блискоисточног кувања. Чак и писање речи попут кајсија, маслина и путера, пиринча и лимуна, уља и бадема, створило је уверење. Касније сам схватила да су у Енглеској 1947. године то биле прљаве речи које сам излагала. 
Кад се њен супруг 1947. вратио из Индије, она се одмах одвојила од Џорџа и наставила са улогом супруге. Уз помоћ Стел Гвин, Елизабет и њен супруг купили су кућу у Челсију, која је остајала њен дом до краја живота. Тони показао се неучинковитим у цивилном животу, не могавши да нађе одговарајући посао; имао је дугове, делом из пропалог пословног подухвата. Оно што је остало од искре у вези убрзо је умрло, а живели су одвојено већ од 1948. године.
Вероника Николсон, пријатељица са везама у издавачкој бранши, наговорила је Елизабет да настави писати с циљем да напише књигу. Понуђен јој је уговор, а њено дело се почело појављивати у публикацији од марта 1949.
Елизабет је рекла уредници часописа да планира да чланке објави као књигу, а магазин јој је омогућио да задржи ауторска права. Пре него што су сви чланци објављени, она их је саставила у зборнику који се зове A Book of Mediterranean Food (Књига медитеранске хране); многи рецепти занемарили су ограничења оброка у корист аутентичности, а у неколико случајева састојци нису били доступни у британским продавницама. Дејвидова је свој рукопис предала низу издавача који су сви одбили. Елизабет се држала кратке прозе и цитирала од познатих аутора чији поглед на Медитеран може имати већу тежину. Издавач је прихватио и пристао на авансно плаћање у износу од 100 фунти. Књига објављена је у јуну 1950.
Књига је била добро прихваћена од стране рецензената. Елизабет Николас, пишући за The Sunday Times, мислила је да је Дејвидова "гастроном ретког интегритета", који "одбија ... да направи било какве несавесне компромисе са брзином". Иако је Џон Чандос, пишући у часопису The Observer, истакао да "Нека нико не једе у Лондону - без обзира на то чега мора да се одрекне - замислите да једе медитеранску храну у недостатку медитеранске земље и ваздуха", свој је преглед завршио рекавши да је књига "заслужује да постане познати сапутник свих који у кухињи траже неспутано узбуђење."
Успех књиге довео је до понуда за рад од магазина: The Sunday Times - за који су јој платили предујам од 60 гвинеја - Go путописног часописа у власништву новина, и Wine and Food. У августу 1950. она и њен супруг отишли су на последњи одмор заједно са новцем од нових уговора, иако су имали проблема са аутомобилом који су користили за турнеју и одмор је био неуспешан. По повратку је позвала сестру Фелисити, да се усели у горњи стан у њеној кући. Она је била невољни и спретни дактилограф - преферирала је осећај писања оловком - и у замену за ниску кирију Фелисити је вешто куцала чланке и књиге, а касније је била главни истраживач.
Књига је била довољно успешна да је Леман наредио Елизабет да напише наставак и прикаже јела руралне Француске. Та књига се зове French Country Cooking, коју је завршила са писањем у октобру 1950. Минтон је био запослен да илуструје дело, а она му је дала детаљна упутства о врсти цртежа. Упркос њиховој тешкој вези, она је књигу посветила својој мајци. Пре него што је књига објављена, она је напустила Енглеску да живи накратко у Француској. Мотивисала ју је жеља да стекне шире знање о животу на француском селу и да направи дистанцу између ње и супруга. Напустила је Лондон марта 1951 за Менербес у Прованси. Провела је три месеца у Прованси; иако је време у почетку било хладно и влажно, убрзо је постало топлије и толико је уживала да је размишљала о куповини куће тамо. У јуну 1951. године напустила је Менербес и отпутовала на острво Капри да посети Нормана Дагласа. Када је отишла крајем августа, накратко је обишла италијанску ривијеру истражујући чланак за часописе, пре него што се вратила у Лондон.
У септембру, недуго након њеног повратка, објављена је књига French Country Cooking. Критичари су је топло прегледали иако је Луси Марион, пишући у Манчестер Гардијану, сматрала да „не могу мислити да је госпођа Дејвид заправо покушала да направи многа јела за која даје рецепте“.

### Италијанска, француска и друге кухиње
Леман и она сложили су се да њена следећа књига треба да буде о италијанској храни; у то време се у Британији мало знало о италијанској кухињи, а интересовање за ту земљу је у порасту. За књигу је добила предујам у износу од 300 фунти. Планирала је да посети Италију ради истраживања и хтела је поново да види Дагласа у Каприју, али је у фебруару 1952. добила вест о његовој смрти.
ЕЛизабет је напустила Лондон у марту, стигла је у Рим непосредно пред прославу Ускрса. Она је обилазила земљу, гледајући куварице код куће и у ресторанима и писала је о регионалним разликама у кухињи. Док је била у Риму, упознала је сликара Рената Гутузоа; дубоко импресионирана његовим радом, посебно мртвима, упитала је да ли би он илустровао њену књигу. На њено изненађење, пристао је и, сматрајући да је хонорар од 60 фунти апсурдно низак, држао се своје речи и створио серију илустрација.
Вративши се у Лондон у октобру 1952. године, она је започела везу са са Петером Хигинсом, разведеним брокерским посредником; био је то почетак најсрећнијег периода у њеном животу. Следећих месеци је провела пишући књигу, рекреирајући рецепте за израду тачних мерења. Осећала се мање емоционално повезана с Италијом него с Грчком и јужном Француском, и написала је да је написано „необично проблематично“, иако „како је изашао рецепт по рецепт… Схватила сам колико учим и колико енормно та јела увећавају моје обим и уживање “. Italian Food објављена је у новембру 1954. године. У то време је у Британији још увек било тешко набавити многе састојке који се користе у рецептима. Гледајући давну 1963. године, Дејвид је написао:
У Соху, али готово нигде другде, није требало да се праве италијанске тестенине, пармезан, маслиново уље, салама и повремено пршут. ... Са јужним поврћем попут патлиџана, црвене и зелене паприке, коморача, тиквицама преовладавала је иста ситуација.
Рецензенти и јавност су топло примили књигу о италијанској храни а прва штампа је распродана у року од три недеље. Рецензент The Times Literary Supplement написао је: "Ова књига је више од збирке рецепата читљивија и уочљива је дисертација о италијанској храни и регионалним јелима и њиховој припреми у енглеској кухињи." Фреја Старк, рецензирајући часопис The Observer, приметила је, „госпођа Дејвид... може се рачунати међу доброчинитеље човечанства.“ Евелин Вау је у Тајмсу италијанску храну назвала једном од две књиге које су јој 1954. пружиле највише задовољство.
У време када је довршила књигу, матичну компанију је затворила Леманова издавачка кућа, а она је морала да промени издавача. Уопште јој се није допадала нова компанија и написала је њено виђење те компаније у чланку из 1985. године. Не одобравајући приступ њеним књигама које је предузеће преузело, њен агент, Пол Скот, наговорио је издавача Макдоналда да се одрекне њихових права за следећу књигу. Уместо тога, она је потписала за н овог издавача за књигу коју је издала 1955. године.
Summer Cooking илустровао је њен пријатељ, уметник Адријан Дантреј. Посетио би је код куће и скицирао је у кухињи, док је она спремала ручак за њих обоје. Неограничена географским плановима својих првих три књига, она је писала о јелима из Британије, Индије, Маурицијуса, Русије, Шпаније и Турске, као и Француске, Италије и Грчке. Књига је одражавала њено чврсто веровање да једе храну у сезони; волела је „задовољство откривања поврћа сваке сезоне“ и сматрала је „прилично досадним јести исту храну током целе године“. Рекла је да јој је циљ био да:
нагласак на два аспекта кувања који се све више занемарују: погодност одређене хране одређеном годишњем добу и задовољство јести поврће, воће, перад, месо или рибу која је у сезони, дакле у најбољем случају, најбројнија и најјефтинија. 
Убрзо након објављивања књиге, она се удаљила од своје редовне колумне у часописима, што јој је понудило више новца и више места у часописима. Нови уговор значио је да је писала и за Воугов сестрински магазин House & Garden. Одри Витерс, уредница Воугуа, желела је да она напише више личних колумни него што је то чинила за раније часописе и плаћала јој 20 фунти месечно за састојке хране, а повремено и 100 фунти за истраживачка путовања у Француску.
Дејвид је посетио неколико области Француске, употпунивши истраживање за своју следећу књигу, French Provincial Cooking, која је била "врхунац и синтеза деценије рада и размишљања". Објављена 1960. године, то је, према Оксфордовом речнику, књига по којој би је најбоље памтили. Њен агент преговарао је уговоре са новим издавачем, Мајкл Џозефом, и новом илустраторком, Џулијет Рени.
Рецензије о новој књизи су подједнако ласкаве као и критике за њене претходнике. Times Literary Supplement је написао: "Француско провинцијско кување треба читати, а не брзо. Оно дискутује о одређеној врсти и пореклу јела популарних у разним француским регионима, као и о кулинарским терминима, травама и кухињској опрем које се користи у Француској. Али они који могу дати додатно време овој књизи биће добро враћени јелима као што су La Bourride de Charles Bérot и Cassoulet Colombié. " Посматрач је рекао да је тешко размишљати о томе било који дом који може учинити без књиге и назвао је Елизабет "врло посебном врстом генија".
Књига је била посвећена Петеру Хигинсу, још увек њеном љубавнику. Њен отуђени муж живео је у Шпанији од 1953. године, и на срамоту своје супруге, именован је у случају развода који је пријављен у колони трачева „Дејли Екпреса“. У интервјуу објављеном у новинама, Тони је њу називао "мојом бившом женом"; поднела је захтев за развод, а поступак је окончан 1960. године.

### 1960
Дејвид је 1960. престала да пише за Сандеј Тајмс, пошто није била задовољна због уредничког уплитања у њен примерак; убрзо после тога такође је напустила Воуг јер промена смера часописа није одговарала стилу њене колумне. Придружила се недељним публикацијама: The Spectator, Sunday Dispatch, The Sunday Telegraph. Њене књиге су сада дошле до широке јавности, након што их је издавач масовног тржишта Penguin Books штампао у меком омоту, где су продате у више од милион примерака између 1955. и 1985. године. Њен рад је имао утицаја и на британску културу хране: историчар Петер Кларк сматра да „семенични утицај француске провинцијске куварице Елизабет Дејвид (1960), уз њену огромну продају књига заслужује историјско признање.“ Купер сматра да је њена "професионална каријера била на врхунцу. Она је била цењена не само као водећа списатељица у Британији о храни и кувању, већ као жена која је променила прехрамбене навике Енглеске средње класе." 
Њен приватни живот био је мање добар. У априлу 1963. године њена веза са Хигинсом завршила се када се поново оженио. Једно време је пила превише алкохола и пречесто је прибегавала таблетама за спавање. Вероватно као резултат ових фактора и прекомерног рада, Дејвид је 1963. године, када је имала 49 година, доживела излив крви у мозгу. Вест о догађају држала је у свом блиском кругу пријатеља - ниједан уредник публикација за које је радила није био свестан колапса - пошто није желела да јој се наруши репутација тешког радника. Опоравила се, али самопоуздање јој је било лоше пољуљано и њен осећај укуса привремено је погођен; током одређеног времена није могла да окуси со или утицај соли на оно што је кувала, али њен осећај за мирис пржења лука био је толико појачан да је био неугодан за њу.
У новембру 1965. године она је заједно са четири пословна партнера отворио Elizabeth David Ltd, продавницу кухињске опреме. Међу њеним купцима били су Алберт и Мајкл Ру, који су тамо куповали опрему коју би иначе морали купити у Француској.
Елизабет, која је одабрала залихе, била је бескомпромисна у избору робе; упркос великом асортиману кухињских помагала, продавница није имала ни зидне оштрице ножа ни пресе за бели лук. Дејвид је написала чланак под називом "Пресе за бели лук потпуно су бескорисне", одбила их је продати и саветовала купце који су тражили да иду негде другде. На другом месту, насупрот томе, неке њене књижице нису штампане посебно за радњу. Неке од њих касније су уклопљене у збирке њених есеја и чланака. Продавница је у The Observer описана као:
... потпуно једноставна. На прозору стоје пирамиде француских шољица за кафу и енглеских гвоздених лонаца. ... Гвоздене полице садрже калупе и калупе сваког облика, глазиране и неглазиране земљане посуде, чиније и посуђе традиционалних боја, обичне посуде и таве од дебелог алуминијума, ливеног гвожђа, стакластог емајла и ватрослатни порцелан, неприродно посуђе класичних облика и уредни редови куварских ножева, кашика и виљушки. 
Дејвид је смањила своје обавезе писања да се концентрише на вођење радње, али је придодала неке чланке у часописима и почела више да се фокусира на енглеску кухињу. Она је још увек укључивала многе рецепте, али све је чешће писала о местима - пијацама, фармама - и људима, укључујући профиле познатих кувара и гурмана попут Марсела Булестина и Едуара де Помијане. У својим каснијим чланцима изразила је снажно становиште о широком распону тема; гнусила је реч "хрскава", захтевајући да зна шта је то што "хрскаво" није; признала је немогућност допуњавања било чије чаше све док се не испразни; инсистирала је на традиционалном облику спремања " Велшки зец “; она је презирала Мишелиновим стандарде.
Док је водила продавницу, она је написала још једну књигу „ Spices, Salt and Aromatics in the English Kitchen“ (1970). Била је то њена прва књига у деценији и прва од пројектованог серијала о енглеској кухињи која се звала "енглеско кување, древно и модерно". Одлучила се да се концентрише на то док се опоравља од церебралног крварења 1963. године. Књига је била одступање од њених ранијих дела и садржавала је више историје хране о томе што је називала "енглеском заокупљеношћу зачинима и мирисима, воћем, ароме, извори и зачине оријента, у близини и далеко ".

### После 1970
Њена продавница никада није била више него скромно профитабилна, али она неће снизити своје стандарде у потрази за комерцијалним повратом. Доведен је нови менаџер који је водио радњу и она се борила против многих његових промена, али она је увек била у мањини против својих колега директора. Стрес неслагања око компаније - и смрти сестре Дијане у марту 1971. и мајке у јуну 1973. - допринеле су здравственим проблемима и патила је од хроничног умора и натечених ногу. Постепено су њени пословни партнери сматрали да је њен комерцијални приступ неодржив, а 1973. напустила је компанију. На њену љутњу, радња је и даље трговала под њеним именом, мада је периодично покушавала да убеди своје бивше колеге да то промене.
Њена друга књига о енглеској храни била је English Bread and Yeast Cookery која је провела пет година истражујући и пишући. Рад је обухватио историју производње хлеба у Енглеској и испитивање сваког употребљеног састојка. Љутила се због стандарда хлеба у Британији и написала:
Оно што је крајње застрашујуће је неред који наша брига за млевење и печење успевају направити са драгим купљеним зрном пшенице. Једноставно, троши се нација којој је толико мало стало до квалитета свог хлеба да је себи дозволио да се очара, купујући еквивалент осам и четврт милиона великих белих фабричких хлебова сваког дана у години.
Године 1977. она је тешко повређена у саобраћајној несрећи - задобила је прелом левог лакта и десног зглоба, оштећену капицу колена и сломљену вилицу - од чега јој је требало дуго времена да се опорави. Док је била у болници, објављена је књига English Bread and Yeast Cookery. Њена књига добила је велику похвалу, а Џејн Григсон, пишући у часопису The Times Literary Supplement, сугерисала је да копију књиге треба дати новопеченом брачном пару, док је Хилари Спурлинг, прегледавајући часопис The Observer, помислила да није само то "грозна оптужница британске индустрије хлеба", али једна са "уредношћу, ауторитетом, феноменалним опсегом и великом пажњом према детаљима".
Неке од истраживања које је она предузела за English Bread and Yeast Cookery обављена је са Џил Норман, њеном пријатељицом и издавачом.
Одлучиле су да би требало да произведу још књига, прва од две је била Ice and Ices и збирку Елизабетиних раних колумни. Компилација постојећих есеја и чланака за штампу трајала је мање времена, а 1984. године објављена је књига „Omelette and a Glass of Wine“, чији је уредник Норман, који је постао њен књижевни извршилац и који је уређивао даље њене радове након њене смрти.
Смрт њене млађе сестре Фелисити, која је тридесет година живела на задњем спрату своје куће, била је тежак ударац за Дејвидову. Почела је да пати од депресије и отишла је лекару после болова у грудима; дијагностициран јој је туберкулоза и она је хоспитализована. Након непријатног времена током тромесечног боравка у болници, где су лекови који су јој преписивали имали нуспојаве које су утицале на њену јасноћу размишљања, њен пријатељ, увозник вина и писац Џералд Ашер, договорио је да она остане код њега у Калифорнији да се опорави.
Она је била у неколико посета Калифорнији, у чему је веома уживала, али њено здравље је почело да пропада. Будући да су јој ноге већ неко време биле тешке и болне, трпела је низ падова што је резултирало неколико шавова у болници. Постала је све више самосвојна, али упркос периодима проведених у кревету код куће, наставила је да ради на књигама. Схватила је да неће моћи да заврши посао и замолила је Нормана да је доврши уместо ње. Објављена је 1994. године, под насловом Harvest of the Cold Months.
Маја 1992. она је доживела мождани удар, па је два дана касније уследио други, што је било фатално; умрла је у својој кући у Челсију 22. маја 1992. године, стара 78 година. Сахрањена је 28. маја у породичној цркви Светог Петра у Фолкингтону. Тог септембра одржана је комеморација. Пру Лит је за њен стари кухињски сто платила 1.100 фунти јер је тамо „кувала своје омлете и написала већину својих књига“. Укупни приливи на аукцији били су три пута већи од очекиване вредности.

## Књиге
Од 1950. године она је била позната по чланцима из часописа, а током 1960-их и 70-их, по својој кухињи, али њен углед почивао је и даље углавном лежи на њеним књигама. Првих пет, објављено између 1950. и 1960, обухватају кухињу континенталне Европе и шире. 1970-их Дејвид је написала две књиге о енглеском кувању. Последња њена књига објављена у животу била је збирка претходно штампаних есеја и чланака. Из опсежних белешки и архива које је ауторка оставила, њена књижевна извршитељица, Џил Норман, уредила је и довршила још четири књиге које је она планирала да објави. Шест других књига које су објављене након ауторкине смрти биле су компилације изведене из њених постојећих радова.
По савету свог издавача, Дејвид је конструирала своје ране књиге како би измештала рецепте са одговарајућим одломцима путописа и сценских слика ранијих писаца, а како је самопоуздање и репутација расла и сама. A Book of Mediterranean Food (1950) се бавила са девет аутора, између једанаест одељка рецепата. Рецензенти су коментарисали да њене књиге поседују књижевне заслуге, као и практичне инструкције.
Неки критичари, навикнути на преписивачке писце о кулинарству, сматрали су да њен приступ захтева превише знања од стране читалаца. По њеном мишљењу, „Идеални писац о кувању је онај који чини да читаоци желе да кувају, као и да им говори како се то ради; требало би да оставе нешто, можда не превише, али мало: људи морају да направе своја сопствена открића, користе сопствену интелигенцију, у супротном ће им бити ускраћен део забаве. " У Њујорк Тајмсу, Крег Кјелборн се дивио Елизабет, али је напоменуо да је то зато што је претпостављала да су њени читаоци већ познавали основе кувања би је „више ценили од стране оних који озбиљно брину за храну него оних који имају повремени интерес“. Писац Џулијан Барнс је прокоментарисао да је као кувар аматер пронашао њене крајње инструкције застрашујуће: „Прва реченица гласи овако:„ истопите насецкане и нарезане парадајзе на маслиновом уљу пола килограма „… Растопите? Растопите парадајз? ... Може ли бити да је и Елизабет Дејвид била превише добар писац да је писац хране? " Каснији кувар, Том Паркер Баулс, примећује: „Не окрећете се ка Елизабет Дејвид због дадиље, детаљних упутстава или прецизних износа и времена. Претпоставља да знате основе и писац је који нуди инспирацију, и предивна, одважна проза. Њени рецепти су безвременски, а све њене књиге дивна референтна дела (и неуморно истражена) и нуди лепа читања. "
Осам књига и осам брошура које је она објавила током свог живота покривају храну Француске; Италија; остатак Медитерана и шире, у Азију; и Енглеску.

### Француска
Две њене најпознатије књиге фокусирају се на француску кухињу: French Country Cooking (1951) and French Provincial Cooking (1960); Француска се истиче, мада не искључиво, у друге две: A Book of Mediterranean Food (1950) and Summer Cooking (1955). Она је поставила образац за своје књиге групишући рецепте по категоријама, са одељцима који су повезани њеним одабраним одломцима из литературе. У својој првој књизи Медитеранска храна Дејвид је представила поглавља о супама; јаја и ручак; риба; месо; обилна јела; живина и дивљач; поврће; хладна храна и салате; слаткиши; џемови, канали и конзерве; и сосови. Она је широко следила овај образац у своје следеће четири књиге. Њен поглед на место француског кувања у хијерархији светске кухиње изложен је у њеном уводу у књизи French Country Cooking: „Француска регионална и сељачка кухиња ... у најбољем случају је најукуснија на свету". Била је чврста верница традиционалном француском приступу куповини и припреми хране:
Добро кување је искрено и једноставно, и тиме не мислим да подразумевам да ћете у овој или у било којој другој књизи пронаћи тајну откривања првокласне хране за неколико минута без проблема. Добра храна је увек проблем и њену припрему треба сматрати трудом љубави, а ова књига намењена је онима који стварно и позитивно уживају у послу који забављају пријатеље и обезбеђују породицама првокласну храну. 
Иако не занемарује сложена јела - посветила је шест страница избору састојака за кување pot-au-feu (кување зеца) - Дејвид је сматрала једноставно свакодневно кување као на неки начин и захтевнијим и дала много рецепата за "врсту хране која се често једе у штедљивим француским домаћинствима и то је веома добро".
Дејвид је нагласила важност пажљиве и опрезне куповине састојака. Написала је поглавља о француским тржиштима. Упркос раширеној перцепцији да је њен поглед на храну у основи медитерански, French Provincial Cooking, далеко њена најдужа књига до данас, истраживала је кухињу Француске од Нормандије, као и југ. Гледајући читаво поље куварских књига, Џејн Григсон је ово схватила као „најбољу и најсимпатичнију од свих њениг књига“.

### Италија
За разлику од своја два претходника, књига Italian Food (1954) извукла је мало из свега што је већ написала. Провела је много месеци у Италији истражујући пре него што је започела рад на рукопису. Дејвид је већ имала две успешне књиге за мање промене извода ранијих писаца да би побољшала своју прозу и преписала рецепте са својим властитим есејима и уводи у различите одељке. Књига започиње поглављем „Ормар италијанске продавнице“, који даје британским куварима, који су у то време углавном били непознати већином италијанске кухиње и метода, увид у италијанско биље, зачине, конзервиране, флаширане или сушене састојке укључујући инћуне, туна, фунги, пршут, и италијански основни састојци, као што су бели лук и маслиново уље, обоје су ретко виђени у Британији раних 1950-их. Остатак књиге следи основни образац ранијих дела, са поглављима о супи, риби, месу, поврћу и слаткишима, са додатком додатних предмета релевантних за италијанску храну, тестенину попут равиоле и њоке, такође и пиринач и италијанско вино.
Поред ове књиге, у њеним осталим делима постоје многи италијански рецепти и описи земље и људи. Први рецепт у њеној првој књизи Mediterranean Food - је ђеновског порекла. Такође се у тој књизи налазе рецепти за бококос, осо буко, и неколико италијанских тестенина и јела од пилетине. Међу рецептима у летњем кувању је пепероната (пиментос или слатка паприка кувана са парадајзом на маслиновом уљу и маслацу) која је преиспитана као насловни чланак у каснијој селекцији њених дела. У „Омлету и чаши вина“ она је штампала италијанске рецепте, укључујући супе и омлете од хмеља. Такође се у тој књизи налазе значајни есеји о италијанским људима и местима. Постоји ли мушкатни орашчић у кући? укључује чланак са шест страница о јелима од поврћа из Мантуе, и други сличне дужине о варијацијама пица у Италији и шире.

### Друге медитеранске земље и шире
Када је 1950. године објављена њена прва књига, Mediterranean Food, британска јавност је и даље трпела рестрикције оброке хране после Другог светског рата. Њено евоцирање свакодневног обиља и изврсности медитеранске хране било је разоткривајуће и иако није досегла широку јавност све док средином педесетих година 20. века нису изашла јефтина издања књига са меким корицама, рецензенти су одмах уочили њену важност.
У уводу за ову књигу, она је изнела своју основну премису: „Кување медитеранских обала, обдарено свим природним ресурсима, бојом и аромом Југа, спој је традиције и сјајне импровизације. Латински гениј блиста из посуде за кухињу. И то је искрено кување; ниједна од срамне Гранде кухиње хотела Интернатионал Палас. " Ипак признала је да култура Медитерана није искључиво грчка и цветала је на" копну ". Описала је непрестане елементе у храни у тим земљама као:
... уље, шафран, бели лук, оштра локална вина; ароматични парфем од рузмарина, дивљег мајорана и босиљка у кухињама; сјај пијачних клупа нагомиланих пиментом, патлиџанима, парадајзом, маслинама, дињама, смоквама и лиметама; велике гомиле сјајних риба, сребра, врхова или тиграстих пруга и оне дуге игле рибе чије су кости тако мистериозно испадале зелене.
У својим другим књигама она даје рецепте са целог Средоземља, укључујући гаспачо и тортиље из Шпаније; долмадес, и јаја са скордалијом из Грчке, овчетине пуњене патлиџанима, супу од јогурта, паприку од шаргарепе и пиринча из Турске; и сиријско јело од пилетине с бадемима и павлаком. С друге стране, она укључује Маурицијанску кашу од кромпира; ледена супа од краставаца и цикле из Русије; перзијски патлиџан, пиринач и овчетина; шиш кебаб и гарам масала из Индије; и јерменска пица, за које се тврди да је старија од италијанске верзије.
У истраживању за Удружење језика и књижевности Аустралијских универзитета из 2012. године, Кароди Кулвер пише, "Њен језик, посебно њена употреба описа, најјаче примењује наративан и књижевни квалитет медитеранске хране. Њене слике, анегдоте и књижевни цитати преображавају се њени рецепти у причама о искуству и сећању ... ... Састојци и јела нису само дати као списак упутстава, већ су представљени као део специфичне културе. "

### Енглеска
Spices, Salt and Aromatics in the English Kitchen (1970) и English Bread and Yeast Cookery (1977) укључују неколико британских јела изван Енглеске, као што су шкотска димљена златоперка; и патка од валијске соли. Дејвидова је, као и многи из њене генерације и класе, користила изразе "Енглеска" и "Енглески" да би се односио на читаву Британију.
Неки писци верују да је Дејвид запоставила кување сопствене државе у корист медитеранске кухиње. У шаљивом часопису Punch, Humphrey Lyttelton је сматрала да преферира „неприступачне саксије“ него „сјајну кумберску кобасицу“. Године 2009. аутор о храни Тим Хејвард оптужио ју је за "романтично широко наочено", претерану усредсређеност на Француску и Медитеран. Чејни коментарише да су, кад су 1970. године објављени Spices, Salt and Aromatics in the English Kitchen, неки њени најватренији обожаваоци остали запрепашћени када су је открили како истиче британску кулинарску традицију, "у најбољем случају ... једнако богату и награђујућу као и Медитеран ". Купер пише да је, иако је промена фокуса са француске и медитеранске хране на енглеску изненадила јавност, она већ неко време кренула ка томе.
Дејвид је детаљно обрађивао своје теме из енглеског језика: Spices, Salt and Aromatics дужи су од књиге о медитеранској храни, француске кухиње или летњег кувања. Замишљала је да то буде прва у низу од три или чак пет књига о енглеској кухињи: "Зависи колико времена имам ... Касније ће се свеске бавити хлебом, квасцима, колачима, кремама, сиревима и јелима од јаја, и месо и дивљач ". Никад нису написани, осим књизи о енглеском хлебу и квасцу, који је готово 100 страница најдужи од свих Дејвидових дела.
Дејвид је свесно следила пут Хилде Лејел и Дороти Хартли у истраживању британских састојака и јела. Попут њих, она се осврнула на регионалну историју како би пронашла оно што је видела као „традицију културе која је укорењена на земљи“, "пре пустоши индустријске револуције". Она није романтизовала британску кулинарску прошлост: "Радници на фармама и у фабрикама, занатлије и свештеници и даље су живели на веома ограниченој исхрани ... њихови кухињски простори били су тако примитивни, а опрема тако оскудна да су могли постојати само најосновнији облици кувања ". Али, њена стална мерила су били поштени састојци и незахтевно кување. Осудила је - и објаснила алтернативе - вештачком, "озлоглашеном хлебу" и "свим синтетичким помагалима за ароматизацију ... Нико никада није успео да открије зашто Енглези сматрају да се чаша вина која се додаје у супу или гулаш, делује као безобзирна екстраваганција и у исто време троши килограме на сосове у боцама, коцке супе, кечапе и вештачке ароме “.
Обе књиге на енглеском језику су у два дела. Први одељак је историјски, стављајући тему у контекст савременог читаоца. У књизи Spices, Salt and Aromatics, она пише о позадини биља и зачина који су се користили у британским кухињама током претходних векова и скицира историју њиховог усвајања из Азије и континенталне Европе. Књижевни прилог Тајмса овај је део књиге назвао "тешким за гледање као добар трилер". Прегледавајући књигу Хилари Спарлинг написала је да она садржи "историју готово сваког развоја од усева и житарица каменог доба".

### Колекција есеја и чланака
Иако је она цртала из својих многих чланака из часописа за материјал у својим ранијим књигама, An Omelette and Glass of Wine (1984) била је прва директна антологија њеног рада. Састављен уз помоћ Џил Норман, састоји се од њених избора из њених есеја и чланака објављених од 1949. године.
Чланак из којег књига носи свој наслов есеј је о „готово примитиван и елементаран оброк евоцираном речима:„ Идемо само омлет и чашу вина “ коментарисала је Елизабет своју књигу. Међу осталим темама су и профили људи, укључујући Нормана Дагласа, Марсела Боулестина, госпођу Битон и "гурмана у Едварданском Лондону", пуковника Натанијела Нуњам-Дејвиса. Неколико одељка посвећено је описима тржишта градова у француским државама и непретенциозних ресторана и хотела у Француској. Постоје чланци о лимуну, месу из лонца, мајонезу, пици, саламурима, тартуфима, као и о кухињама Шпаније и Марока. За већину чланака она је пружила или увод или напомену или обоје.
Она је имала намеру да објави другу такву брошуру и осам година након њене смрти, Норман, њен књижевни извршилац, објавио је наставак, Is There a Nutmeg in the House? (2000). Као и његов претходник, он је био извучен из чланака из часописа, есеја и других ранијих написа, којима је Норман додао чланцима које је она написала у 1980-има. Први део књиге је кратак аутобиографски део, реткост од ње, која је пажљиво чувла њену приватност. Њено интересовање за историјске аспекте кухиње даје опсег у есејима о историји. Чланци намењени домаћем кувару укључују "Do not Despair over Rice", "Making Ice Cream", и један који изриче поглед по коме је била позната: "Garlic Presses are Utterly Useless". Њујорк Тајмс је књигу назвао "овом врло привлачном, потпуно упијајућом разноликошћу. ... Ово је књига која је довољно добра за јело - и, на неки начин, можете и да је поједете."

### Брошуре
Она је написала осам књижица (брошура) на појединачне теме. Прве две, The Use of Wine in Fine Cooking (1950) и The Use of Wine in Italian Cooking (1952), наручили су и објавили трговци вином. Она је поново користила прво као поглавље у књизи French Country Cooking.
Она је за своју продавницу кухињске опреме написала: Dried Herbs, Aromatics and Condiments (1967); English Potted Meats and Fish Pastes (1968); The Baking of an English Loaf (1969); Syllabubs and Fruit Fools (1969), Green Pepper Berries (1972). Део садржаја преузет је из њених раније објављених чланака из часописа, а неки су додатно употребљени и проширени у каснијим књигама.
Њена последња брошура је Cooking with Le Creuset (1989) написана француским произвођачима посуђа Le Creuset.

### Постхумне публикације
Поред Is There a Nutmeg in the House? још три књиге које је она довршиола а које је уредио Норман након што је ауторка умрла.
Harvest of the Cold Months (1994) носи титл "A social history of ice and ices". Елизабет је на њему повремено радила неколико година пре болести. Књига прати историју леда у кухињама Европе из средњовековних времена, када га је требало донети из планина и чувати у леденим кућама. Независни рецензент описао је то као "некуварску књигу, већ задивљујући подвиг детективске стипендије ... раскошан и достојанствен". Прегледајући књигу у Тајмсу, Најџела Лосон је написала да је, премда је заслужила место на полицама свакога ко се брине о храни, открила нестајање ауторске енергије и „недостаје јој уобичајена, живахна и жестока, читљивост“.
South Wind Through the Kitchen(1997) био је завршетак једног од њених пројеката у каснијим годинама на коме је радила са Норманом: збирка једних свезака најбољих њених опсежних радова. Норман је позвао куваре, писце и њене пријатеље да одаберу своје омиљене чланке и рецепте. Многи аутори, као што је кувар Симон Хопкинсон, дали су увод или пригодне речи за одабране комаде. Екстракти и рецепти преузети су из свих књига објављених 1996. године. Постоји више од 200 рецепата, организованих на уобичајени начин са одељцима о јелима и састојцима - јаја и сир, риба и шкољке, месо, живина и дивљач, поврће, тестенине, махунарке и житарице, умаци, слатка јела и колачи, конзерве и хлеб - испреплетени су, као у Дејвидовим ранијим радовима, са чланцима и есејима. Наслов књиге потиче из есеја објављеног 1964. године и репризираног у „An Omelette and a Glass of Wine“ и референца је на Јужни ветар, најпознатији роман њеног ментора Нормана Дагласа.
Последња од књига које је она планирала да објави била је Elizabeth David's Christmas (2003). Она и Норман разговарали су о таквој књизи још током 1970-их, али рад на другим пројектима је то спречио. Након њене смрти, Норман је установио да њени ауторски радови пишу и састављају много више материјала о божићној теми него што је то ико други схватио. Божићни рецепти од којих се најчешће питала Елизабет су чинили језгро књиге. Заједно са неколико божићних рецепата из медитеранске хране, француског провинцијског кувања и зачина, соли и ароматике у енглеској кухињи и ревидираних чланака објављених претходних година у часописима, претворени су у дело на 214 страница. Поглавља су се бавила друштвеном и историјском страном Божића, првим јелима и хладним месом, суповима, перутнином и дивљачи, месом, поврћем и салатама, умацима, киселим краставцима и надјевима, десертима, колачима и пићима. Књига преиспитује једну од најцитиранијих њених реченица, која је први пут штампана у Воугу 1959. године, а укључена је у књизи из 2000. године: "Да сам се снашла - а нећу - мој божићни дан је јести и пити омлет и хладне шунку, укључујући и лепе боце вина током ручка и сендвича са димљеним лососом, уз чашу шампањца у кревет увече. "
Између 1995. и 2011. године Penguin Books издале су четири публикација из различитих књига Елизабет назвајући је: I'll be with You in the Squeezing of a Lemon(1995), Peperonata and Other Italian Dishes (1996), Of Pageants and Picnics (2005), and A Taste of the Sun (2011) . Објављена су још две публикације њених списа, док је Норман био уредник. At Elizabeth David's Table (2010) објављена је обележавајући 60. годишњице њене прве књиге. Уз прилоге неколико угледних британских кувара, укључујући Хопкинсона, Хју Фарнли-Витингстала, Роуз Греј и Џејмија Оливера, садржи рецепте и есеје из њених раније објављених дела. Постоји дванаест поглавља која покривају различите типиве вечере од супа до десерта и друге теме као што су печење, кување "брзо и свеже" и њени описи француског и италијанског тржишта. Elizabeth David on Vegetables (2013) црпљена је углавном из књига о медитеранској храни, италијанској, француској покрајинској кухињи. Постоје одељци о супама; малим јелима; салатама; тестенинама; њоки и полентама; пиринчу; пасуљу и сочиву; главна јела; хлеб; и десерти.

## Награде и похвале
Елизабет је освојила Glenfiddich награду за најбољег аутора 1978. године за књигу English Bread and Yeast Cookery.
Универзитети у Есексу и Бристолу су јој дали почасне докторате, а добила је и орден из Француске за постигнућа у агрокултури. Постављена је за официра Реда Британског Царства 1976. године, а унапређена је у команданта Реда 1986. године. Част која ју је највише обрадовала, припало јој је сарадником Краљевског друштва књижевности у 1982. као признање за њену књижевност.
Године 2012. на обележавање дијамантског јубилеја Елизабете II, Елизабет је одабрана од стране БиБиСи Радија 4 као једног од 60 Британаца који су били најутицајнији током 60 година краљичине владавине. Године 2013. њен портрет био је један у низу поштанских марки прве класе издатих у знак прославе стогодишњице десет „великих Британаца“. 2016. године подигнута је плава плоча енглеске баштине на њеном бившем дому у улици Халси 24 у Челсију, где је живела 45 година; она је била прва списатељица хране која је добила овај облик признања.

## Наслеђе
Сећања на Елизабет биле су топле и пуне хвале за њен рад и заоставштину. У часопису Гардијан, писац хране Кристофер Драјвер назвао ју је "најутицајнијим писцем куварства и учењаком енглеског језика" док је у Тајмсу писало:
Елизабет Дејвид била је доајен енглеских куварских писаца. Утицала је на генерације које су долазиле за њом, било да су и они намеравали да буду кулинарски стручњаци или су само узели неку њену књигу с кухињске полице за наредни дан вечере. "Елизабет Дејвид каже ..." је давала решења колико зачина - и који зачини - треба додати у паприку, а колико белог лука убацити у прелив. У најбољем случају, њена проза била је прецизна као и њена упутства, за разлику од неких њених претходника који су понекад давали савете шта да раде у кухињи непробојним реченицама. Било је задовољство читати, она је стилиста истинског разликовања. Можда би је само у Британији класификовала као "писца хране", пречесто пригушну фразу. Елизабет Дејвид комбиновала је осећање научника према историји са даром путника-естете да пренесе осећај за место. 
Њено писање утицало је на културни приступ Британаца према храни. Према речима новинарке Џоане Блитман, она је "извршила и културно и гастрономско чудо у послератној Британији, уводећи нацију у визију свеже континенталне хране", док списатељица Роуз Принс сматра да се она "променила заувек начин на који Британци кувају ". Џенет Флојд, професорка америчке књижевности на Краљевом Колеџу у Лондону, тврди да она није покретачица промена, али је дошла да упокоји ту промену. Историчар књижевности Никола Хамбл примећује да је "револуција хране у посту". - ратне године би се вероватно десиле без Елизабет Дејвид, мада би се у њеном одсуству догодило сасвим другачије ".
Флојд коментарише да је Елизабет „показала мало интересовања за привлачење публике изван друштвене елите или повезивање са њим“; Купер се посветио истој тачки, мада наглашава позитивну критику књиге о француском провинцијском кувању у часопису који представља Комунистичка партија Велике Британије - као доказ да је она имала већи број читалаца него што су људи мислили.
Давид се бар два пута појавила у измишљеном облику. Године 2000, роман „Ручак са Елизабет Давид“ Роџера Вилијамса а 2006. БиБиСи је емитовао филм: Елизабет Дејвид: Живот са рецептима. Године 1998. Лиса Чејни објавила је биографију Дејвида; новинар Пол Леви сматрао је филм "брзоплетим, превареним", мада га је Лаура Шапиро у "Њујорк Тајмсу" сматрала "свеобухватним". Следеће године ауторка Артемис Купер је написала ауторизовану биографију "Писање за кухињским столом". Написала је и запис за Елизабет у Речнику националне биографије 2004. (ажуриран 2011). Њени радови налазе се у библиотеци Шлезингер у Институту за напредно истраживање Радклиф, Универзитет Харвард.
Њена страст према посуђима показала се утицајем на тадашњи стил. Конран признаје да је њен рад „чинио важан део процеса учења који је довео до станишта“, а успех продајног предузећа са посуђима допринео је захтеву за књигу о француском провинцијском кухињом. Дејвидова се трудила да обезбеди илустраторима њених књига тачне детаље - у нацрту увода за француско провинцијско кување написала је: „Била сам забринута да се такви детаљи унесу у обзир јер су неке од ових регионалних лонаца већ у Француској је врло тешко наћи тако да цртежи Џулијет Рени у неку руку представљају мали историјски запис."
Че
Њена кампања против масовне производње и стандардизације хране била је испред свог времена, иако је Чејни своје мисли описала као „инстинктивна и неартикулисана“. Једна од њених страсти, премиса о куповини локалних производа у сезони и једноставној припреми, је порука коју настављају Стајн, Сталер и Фарнли Витингстал.
Кувари и кувари признали су Елизабетин утицај на њихова дела и дела својих колега; њена савремена Џејн Григсон написала је 1967. "Нико не може да направи куварску књигу ових дана без дубоког уважавања дела Елизабет Давид." Григсон је касније написала:
Босиљак није било више од имена нежељених ујака, тиквица је штампана курзивом као туђа реч, а мало ко је од нас знао јести шпагете или поделити артичоке на делове. ... Затим је дошла Елизабет Давид попут сунца, пишући са кратком елеганцијом о доброј храни, односно о добро измишљеној храни, добро куваној. Она нам је дала до знања да можемо боље са оним што имамо. 
Рик Стајн, кувар новијег доба, каже да је Давид на његов рани рад толико утицала да је користио једну од Минтонових илустрација из књиге медитеранске хране на својим менијима када је први пут отворио ресторан. На друге, Најџела Слејтера, Гордона Ремзија, Џејмија Оливера, Пру Лит и Кларису Диксон Рајт, она је утицала; Кларса је рекла да ме је Давид "научила да је храна више од кувања; такође је и поезија и страст. Такође ме научила да се никада не слажем са нечим другоразредним". Норман цитира Лит да је прилично шокиран када је она питала студенте на угоститељском факултету колико је њих прочитало њене књиге, а ниједан студент није подигао руку."
Њен утицај путовао је даље од Британије, а Маријан Бурос је у Њујорк Тајмсу 1992. написала да су "десетине младих кувара који су у последње две деценије донели славу америчком кувању" дужни госпођи Дејвид. " Исте године, новинарка Сузан Парсонс написала је у часопису Канбера Тајмс да „сваки водећи аустралијски кувар старији од 40 година одаје почаст Елизабет Дејвид као велики утицај на њихов приступ храни“. Модернији аустралијски кувари, попут Кили Квонг, такође су навели њу као континуирани утицај на њихов рад.
Мајкл Бејтман, критичар хране за The Independent, сматрао је да ће она "бити упамћен као далеко већи утицај на енглеску храну од госпође Битон"; писац Оберон Вог је написао да ако га пита да именује жену која је довела род највеће побољшање у енглеском животу у 20. веку, „мој глас би припао Елизабет Дејвид.“ Њен биограф Купер закључује овако свој чланак о Националном биографском листу Оскфорд:
Елизабет Дејвид је била најбољи писац о храни и пићима које је ова земља икада произвела. Када је почела да пише 1950-их, Британци су једва приметили шта се на њиховим полицама и у тањирима уопште налази, а можда је тако и било добро. Њене књиге и чланци убедили су читаоце да је храна једно од највећих животних задовољстава и да кување не би требало да буде пијаца, већ узбудљив и креативан чин. При томе је инспирисала читаву генерацију не само да кува, већ и да размишља о храни на потпуно другачији начин. 

#### Радови Елизабет Дејвид
- Elizabeth David Classics. London: Grub Street. 1999 [1980]. ISBN 978-1-902304-27-4. Comprising:
  - (pp. 1–196) A Book of Mediterranean Food (1950, rev. 1962)
  - (pp. 197–395) French Country Cooking (1951, rev. 1958)
  - (pp. 397–640) Summer Cooking (1955, rev. 1965).
- Italian Food. London: Penguin. 1987 [1954]. ISBN 978-0-14-046841-0.
- French Provincial Cooking. London: Penguin. 1979 [1960]. ISBN 978-0-14-046099-5.
- Spices, Salt and Aromatics in the English Kitchen. Harmondsworth: Penguin. 1970. ISBN 978-0-14-046163-3.
- English Bread and Yeast Cookery. Harmondsworth: Penguin. 1977. ISBN 978-0-14-046299-9.
- Harvest of the Cold Months: The Social History of Ice and Ices. London: Michael Joseph. 1994. ISBN 978-0-7181-3703-8.
- I'll be with You in the Squeezing of a Lemon. London: Penguin. 1995. ISBN 978-0-14-600020-1.
- Peperonata and Other Italian Dishes. London: Penguin. 1996. ISBN 978-0-14-600140-6.
- An Omelette and a Glass of Wine. Jill Norman (ed). London: Penguin. 1986 [1984]. ISBN 978-0-14-046721-5.
- South Wind Through the Kitchen: The Best of Elizabeth David. London: Michael Joseph. 1997. ISBN 978-0-7181-4168-4.
- Is There a Nutmeg in the House?. Jill Norman (ed). London: Penguin. 2001 [2000]. ISBN 978-0-14-029290-9.
- Elizabeth David's Christmas. London: Michael Joseph. 2003. ISBN 978-0-7181-4670-2.
- The Use of Wine in Fine Cooking. London: Saccone and Speed. 1950. OCLC 315839710.
- The Use of Wine in Italian Cooking. London: Saccone and Speed. 1952. OCLC 25461747.
- Dried Herbs, Aromatics and Condiments. London: Kitchen Utensils. 1967. OCLC 769267360.
- English Potted Meats and Fish Pates. London: Kitchen Utensils. 1968. ISBN 978-0-901794-01-7.
- Syllabubs and Fruit Fools. London: Kitchen Utensils. 1969. OCLC 928158148.
- The Baking of an English Loaf. London: Kitchen Utensils. 1969. ISBN 978-0-901794-00-0.
- Cooking with Le Creuset. London: E D Clarbat. 1969. OCLC 86055309.
- Of Pageants and Picnics. London: Penguin. 2005. ISBN 978-0-14-102259-8.
- At Elizabeth David's Table: Her Very Best Everyday Recipes. London: Michael Joseph. 2010. ISBN 978-0-7181-5475-2.
- A Taste of the Sun. London: Penguin. 2011. ISBN 978-0-14-196598-7.
- Elizabeth David on Vegetables. London: Quadrille. 2013. ISBN 978-1-84949-268-3.

#### Други радови
- Barnes, Julian (2002). Something to Declare. London: Picador. ISBN 978-0-330-48916-4.
- Chaney, Lisa (1998). Elizabeth David. London: Macmillan. ISBN 978-0-333-65930-4.
- Claiborne, Craig (1973). A Kitchen Primer. Harmondsworth: Penguin. ISBN 978-0-14-046172-5.
- Clarke, Peter (2004). Hope and Glory: Britain 1900–2000. London: Penguin. ISBN 978-0-1410-1175-2.
- Cooper, Artemis (1999). Writing at the Kitchen Table—The Authorized Biography of Elizabeth David. London: Michael Joseph. ISBN 978-0-7181-4224-7.
- Cowan, Gibson (1938). Loud Report. London: Michael Joseph. OCLC 560039703.
- Cullen, Pamela V. (2006). A Stranger in Blood: The Case Files on Dr John Bodkin Adams. Harmondsworth: Penguin. ISBN 978-1-904027-19-5.
- Floyd, Janet; Forster, Laurel (2017). The Recipe Reader: Narratives—Contexts—Traditions. Abingdon, Oxon: Routledge. ISBN 978-1-351-88318-4.
- Frost, Warwick; Laing, Jennifer; Best, Gary; William, Kim; Strickland, Paul; Lade, Clare (2016). Gastronomy, Tourism and the Media. Bristol: Channel View Publications. ISBN 978-1-8454-1573-0.
- Grigson, Jane (2008) [1967]. Charcuterie and French Pork Cookery. London: Grub Street Cookery. ISBN 978-1-9081-1793-9.
- Grigson, Jane (1973). Good Things. London: Michael Joseph. ISBN 978-0-14-046191-6.
- Humble, Nicola (2006). Culinary Pleasures: Cook Books and the Transformation of British Food. London: Faber & Faber. ISBN 978-0-5712-2871-3.
- Kwong, Kylie (2006). Heart and Soul. Melbourne: Viking. ISBN 978-1-9209-8922-4.
- Mitford, Nancy (1973) [1956]. Noblesse Oblige: An Enquiry into the Identifiable Characteristics of the English Aristocracy. London: Hamish Hamilton. ISBN 978-0-241-02343-3.
- Panayi, Panikos (2010) [2008]. Spicing Up Britain. London: Reaktion Books. ISBN 978-1-86189-373-4.
- Stein, Rick (2013). Under a Mackerel Sky. London: Random House. ISBN 978-0-0919-5701-8.
- Tomasevich, Jozo (1975). War and Revolution in Yugoslavia 1941–1945. Stanford: Stanford University Press. ISBN 978-0-8047-0857-9.
- Williams, Maggie (јун 1994). „Elizabeth David”. The Book and Magazine Collector (123): 56—63.
- Williams, Roger (1999). Lunch With Elizabeth David. London: Little, Brown. ISBN 978-0-316-85054-4.
- Zweiniger-Bargielowska, Ina (2000). Austerity in Britain: Rationing, Controls, and Consumption, 1939–1955. Oxford: Oxford University Press. ISBN 978-0-19-154224-4.